# 三重県立名張西高等学校
三重県立名張西高等学校（みえけんりつ なばりにしこうとうがっこう）は、三重県名張市百合が丘東に所在した公立の高等学校。

## 設置学科
- 普通科
- 情報科
- 英語科

## 概要
1986年開校。普通科、英語科、情報科を擁する。1960年代以降人口が激増する伊賀地域において、普通科教育の充実を目標に設立された。
情報科は情報系の検定合格の指導なども積極的に行っており、意欲のある学生にはそれなりの結果が望める学校となっているが、昨今ではIPAの検定よりは連盟系の検定に傾倒している。
英語科は英検を含む検定合格指導を長年行っているが2004年以降の実績が大きく落ち込んでいる。英語科は例年、筆記試験については英語のみを課す前期選抜においては、2倍程度の受験倍率となるが、5教科を課す後期選抜においては受験者が募集定員に満たない状況となっている。2006年度（平成18年度）までは普通科の不合格者の中から回し合格者を選抜して入学定員を満たしていたが、2007年度以降はまわし合格者を含めても定員を満たせなくなり、再募集を行っている。さらに2008年度（平成20年度）については、再募集を行っても志願者が募集定員に満たない事態となり、ついに最終定員割れとなってしまった。
2015年度をめどに名張桔梗丘高等学校との統合が計画されていたが、県教育委員会は、2016年4月に統合を目指す名張桔梗丘高等学校と名張西の統合後の新しい高校の場所を、名張西高の校地に設置すると発表した。

2015年2月、県教育委員会は、新高校の名称を名張青峰高等学校と発表した。これにより、2016年4月の新高校開校から2018年3月の閉校まで、名張西高と名張青峰高が校地や教職員を共有し、県立2高校の生徒が並行して在籍することになった。

## 沿革
- 1985年
  - 3月 - 県教育委員会は建設地を名張市百合が丘に決定。
  - 12月 - 県条例により、1986年（昭和61年）4月1日に、名張市百合が丘に「三重県立名張西高等学校」を開設する旨が告示。
- 1986年4月 - 開校。普通科・情報科設置。
- 1987年11月 - 校旗、校歌制定。
- 1988年4月 - 英語科設置。
- 1991年2月 - 米国オレゴン州フィニックス・ハイスクールとの姉妹校提携事業開始。
- 1995年9月 - 創立10周年記念事業実施。
- 2001年7月 - 名張西高校バス停工事完成。
- 2005年 - グラウンド観覧席完成。
- 2006年 - 創立20周年記念事業実施。
- 2009年6月 - フィニックス・ハイスクールとの姉妹校提携解消
- 2009年12月 - リンディスファーン高校(豪)と交流開始。
- 2015年 - 創立30周年記念事業実施。
- 2016年4月 - 三重県立名張桔梗丘高等学校と統合した三重県立名張青峰高等学校が開校したため、生徒募集停止。
- 2018年3月 - 閉校[10]。

## 学校生活
旧名張市街地域から名張西高校が在する住宅団地・百合が丘への途中には長い坂がある。

## 進学状況
中堅クラスよりやや下の準進学校で、三重県伊賀地区では二番手に位置する。最上位層若干名は三重大学クラスの国公立大学や同志社大クラスの私立大学へ進学するが、上位層以下は京都産業、近畿、甲南、龍谷についで摂南、桃山学院、追手門学院、神戸学院クラスの私大への合格実績を出している。
各科総じて6割程度が4年制大学へ進学する。

## 部活動

### 運動部
- サッカー部
- 陸上部
- 剣道部
- 卓球部
- テニス部
- バレー部
- ハンドボール部
- ラグビー部
- 硬式野球部
- バスケットボール部
- ソフトボール部
- バドミントン部

### 文化部
- 電子計算機研究部
- シェ・ヌー同好会
- ESS同好会
- 放送部
- 芸術・文学研究部
- 吹奏楽部
- 演劇部
- 新聞部
- 科学部
- 日本文化部
- 写真部
- 書道部
- ヒューマンネットワーク同好会

## 交通
- 近鉄大阪線名張駅東口より三重交通バス05・07系統「名張西高前」下車

## 学校行事
- 6月上旬に体育祭が催される。
- 9月中旬に文化祭が催される。
- 2年の修学旅行は沖縄。
- 修学旅行は21期生（2007年）からは沖縄へ変更。

## 著名な出身者

### 芸能界
- みちよ （旧芸名：平家みちよ） - 歌手
- 福井未菜 - 女優
- チャンカワイ（川合正悟） - Wエンジン（お笑い）
- 東奈緒美 - タレント
- Die - DIR EN GREY（バンド）
- 永見大吾 - カベポスター（お笑い）

### スポーツ界
- 谷奥優作 - 元サッカー選手
- 佐藤健太郎 - サッカー選手、レノファ山口FC
- 宮前勇規 - ラグビー選手、NECグリーンロケッツ

### 学界
- 辻本勝久 - 和歌山大学経済学部教授